# Mecenàs

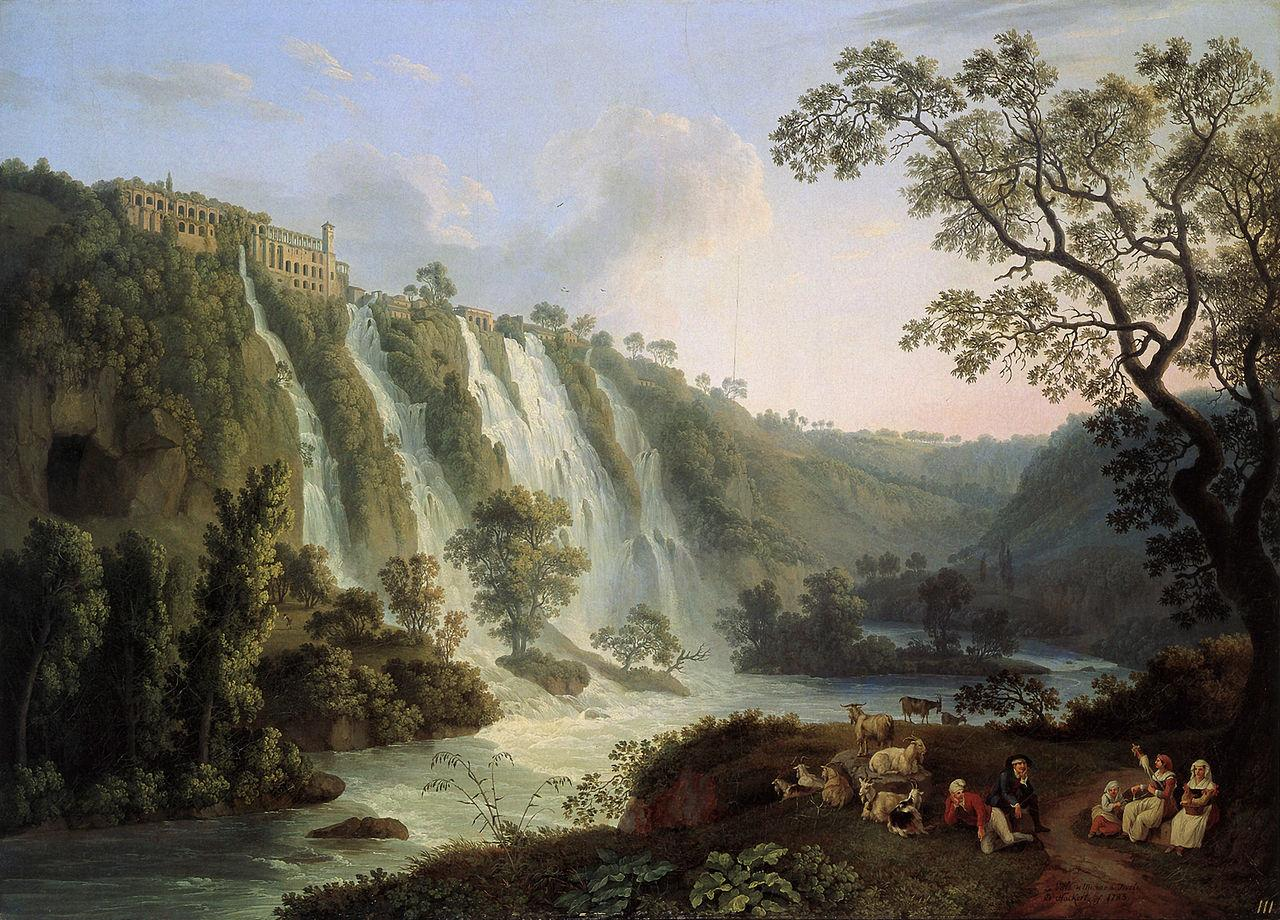
Vil·la de Mecenàs amb les cascades a Tívoli. Jacob Philipp Hackert (1783).

Gai Cilni Mecenàs (llatí: Gaius Cilnius Maecenas) va ser un polític romà, patró dels literats. Va néixer probablement entre el 73 aC i el 63 aC segons Horaci un 13 d'abril. Va morir vers l'any 8 aC.
Pertanyia a l'ordre eqüestre i deia ser descendent de Lucumó d'Etrúria, i entre els seus ancestres hi hauria el rei Porsenna. Titus Livi parla de la seva família paterna com originaris d'Arretium on haurien assolit el màxim poder i influencia per després ser expulsats sent restaurats amb l'ajut dels romans; també la família materna era d'origen etrusc i el nom Mecenàs devia ser matern, perquè era costum dels etruscs agafar el nom de la mare. El nom derivaria d'una comarca etrusca on es produïa un tipus de vi (vina maecenatiana). Tant el nom Mecenàs com el de Cilni apareixen en tombes etrusques. Probablement era fill (o net) de Gai Mecenàs, qui hauria tingut un paper destacat en derrotar la conspiració de Marc Livi Drus el 91 aC
Hom el vincula primer amb Juli Cèsar i després amb Octavi. De tot el que es diu de Mecenàs en aquest temps l'únic que se sap segur és que Octavi el va utilitzar per negociar el seu casament amb Escribònia filla de Libó (40 aC) i en negociar la pau de Brundusium amb Marc Antoni, per la que aquest es va casar amb Octàvia.
L'any 36 aC Mecenàs era a Sicília amb Octavi en la lluita contra Sext Pompeu i per dos cops va tornar a Roma per controlar alguns disturbis locals. Segons Dió Cassi va ser viceregent d'Octavi i va governar Roma i Itàlia. En els anys següents va romandre com a cap a Roma i Itàlia; i va suprimir la conspiració del jove Lèpid.
Després d'Àccium (31 aC), quan August va demanar per restaurar la República als seus principals consellers, Agripa li va aconsellar que endavant, i Mecenàs li va aconsellar establir l'imperi.
Mecenàs no va ser probablement prefecte de la ciutat (Praefectus urbis), càrrec establert després de la guerra civil i de caràcter policial, sinó un càrrec per damunt, amb autoritat no sols sobre Roma sinó sobre Itàlia i de caràcter policial i judicial, ja que Sèneca diu que tenia poder judicial (in tribunali, in rostris, in omni publico coetu) i també tenia la signum ab eo petebatur, una funció pròpia de la més alta autoritat que després fou exercida pels mateixos emperadors. Mecenàs hauria assolit aquests poders fins a l'any 16 aC quan al prefecte de la ciutat, Taure, li va ser confiada l'administració de tot Itàlia, si bé entre el 21 aC i el 16 aC probablement ja August va voler atenuar el poder de Mecenàs i augmentar el d'Agripa i segons alguns autors en aquests anys l'amistat d'August era més aparent que real, però no es coneix la causa de la ruptura, encara que alguns sospiten que va ser un afer sexual entre August i Terència, dona de Mecenàs.
Durant els seus anys de govern va amassar una gran fortuna i es va retirar a la seva residència al turó Esquilí; potser també tenia una vil·la a Tibur, però no s'ha pogut comprovar. La casa de Mecenàs va esdevenir el lloc de reunió de tots els virtuosi de Roma, amb una hospitalitat il·limitada que August anomenà parasitica mensa.
A causa d'aquesta generositat va agafar fama de patró dels literats. Va ser amic de Virgili, Horaci i altres poetes, però en canvi altres ni l'esmenten com Tíbul i Ovidi. El seu nom va esdevenir proverbial com a patró de les lletres ja en temps de Marc Valeri Marcial i encara es conserva avui en dia pels patronatges privats. El seu fill adoptiu, Gai Mecenàs Melís, fou autor d'un gènere que ell mateix inventà anomenat fabula trabeata.
En la vida domèstica va tenir constants problemes amb la seva dona Terència, amb la qual es va barallar dotzenes de vegades, però sempre es van reconciliar. Sèneca diu que es va casar cent vegades tot i que només va tenir una dona (figuradament cada reconciliació l'assimila Sèneca a un casament). Mecenàs va ser famós també pels seus propis adulteris (August l'anomena maecharum). Plutarc menciona fins i tot el cas d'un senador de nom Galba, el qual, amb la seva dona, es van allotjar a la casa de Mecenàs i Galba després de dinar va fingir anar a dormir per deixar a la seva dona i a l'amfitrió el camp lliure per tenir una relació sexual. També s'esmenten nombroses parafílies com anar vestit de dona o les seves relacions amb eunucs o amb un mim.
Va escriure algunes obres de les quals es conserven fragments de dues tragèdies: Prometheus i Octavia.